# Kolarstwo torowe

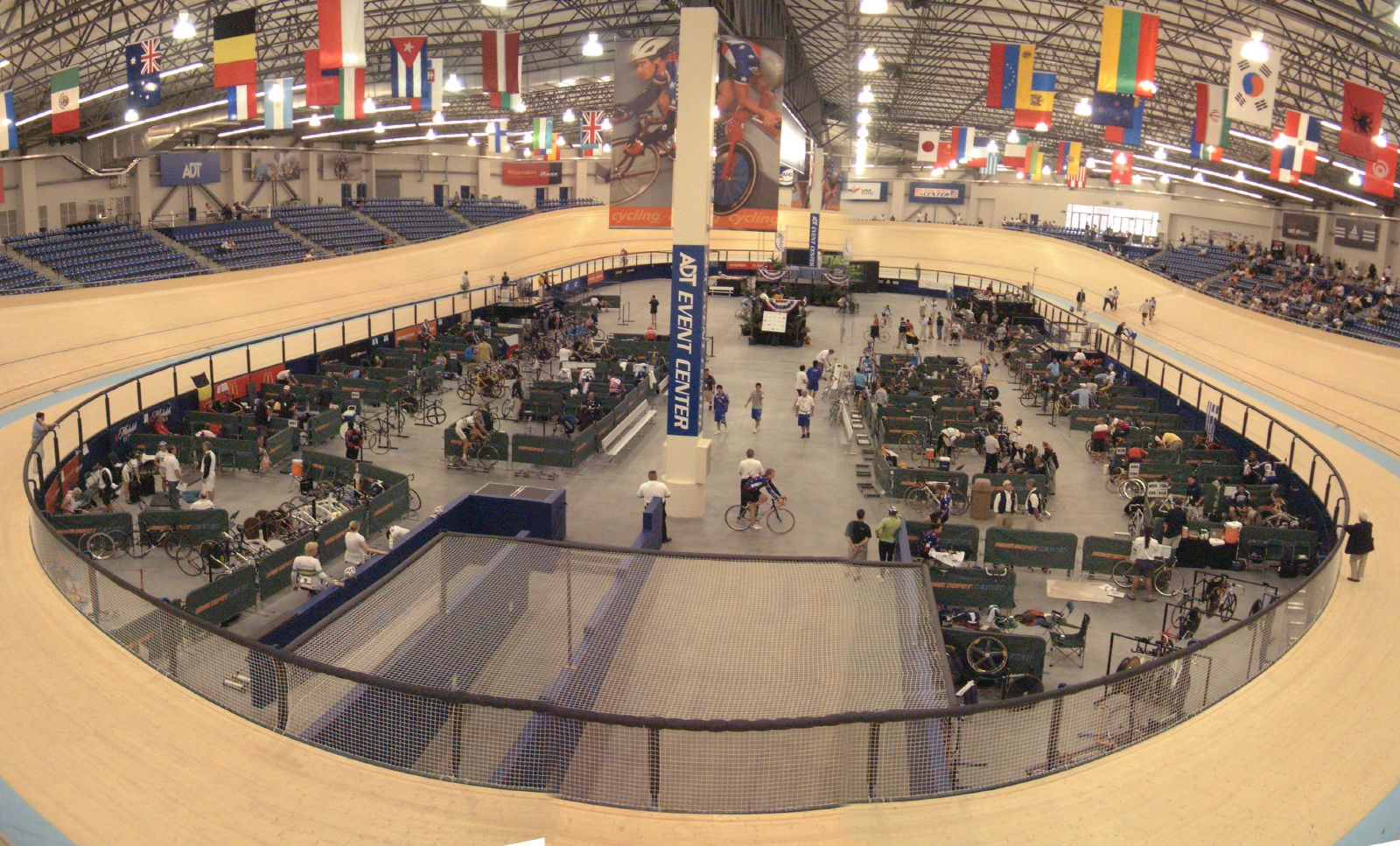
Tor kolarski

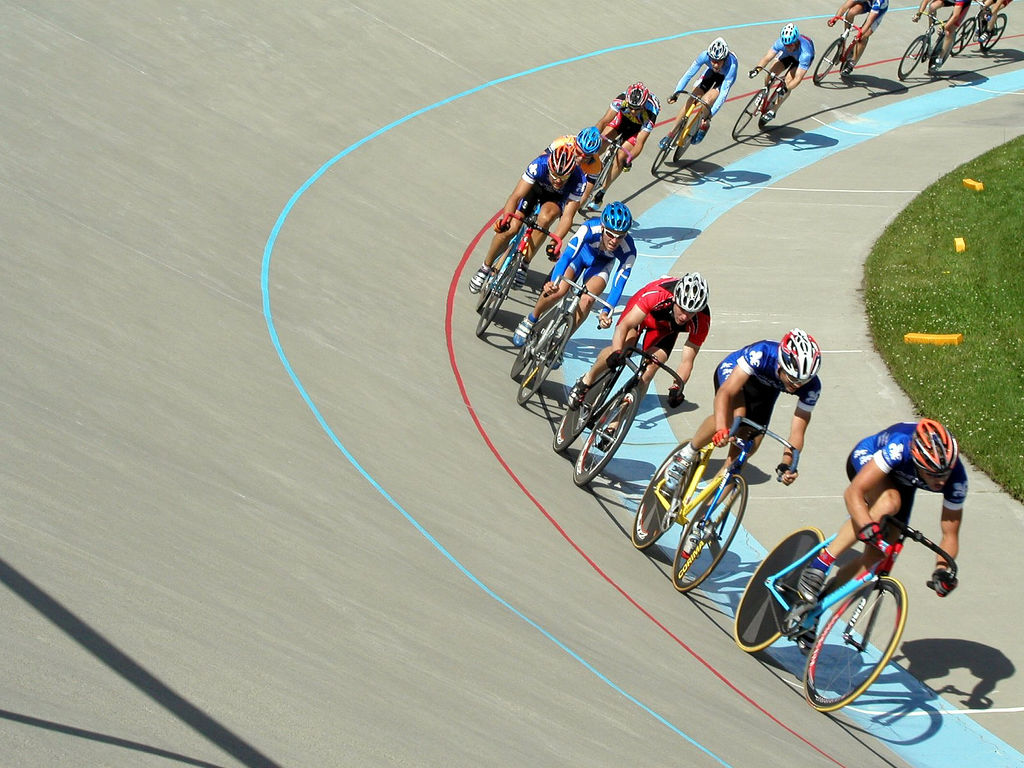
Wyścig kolarski na torze

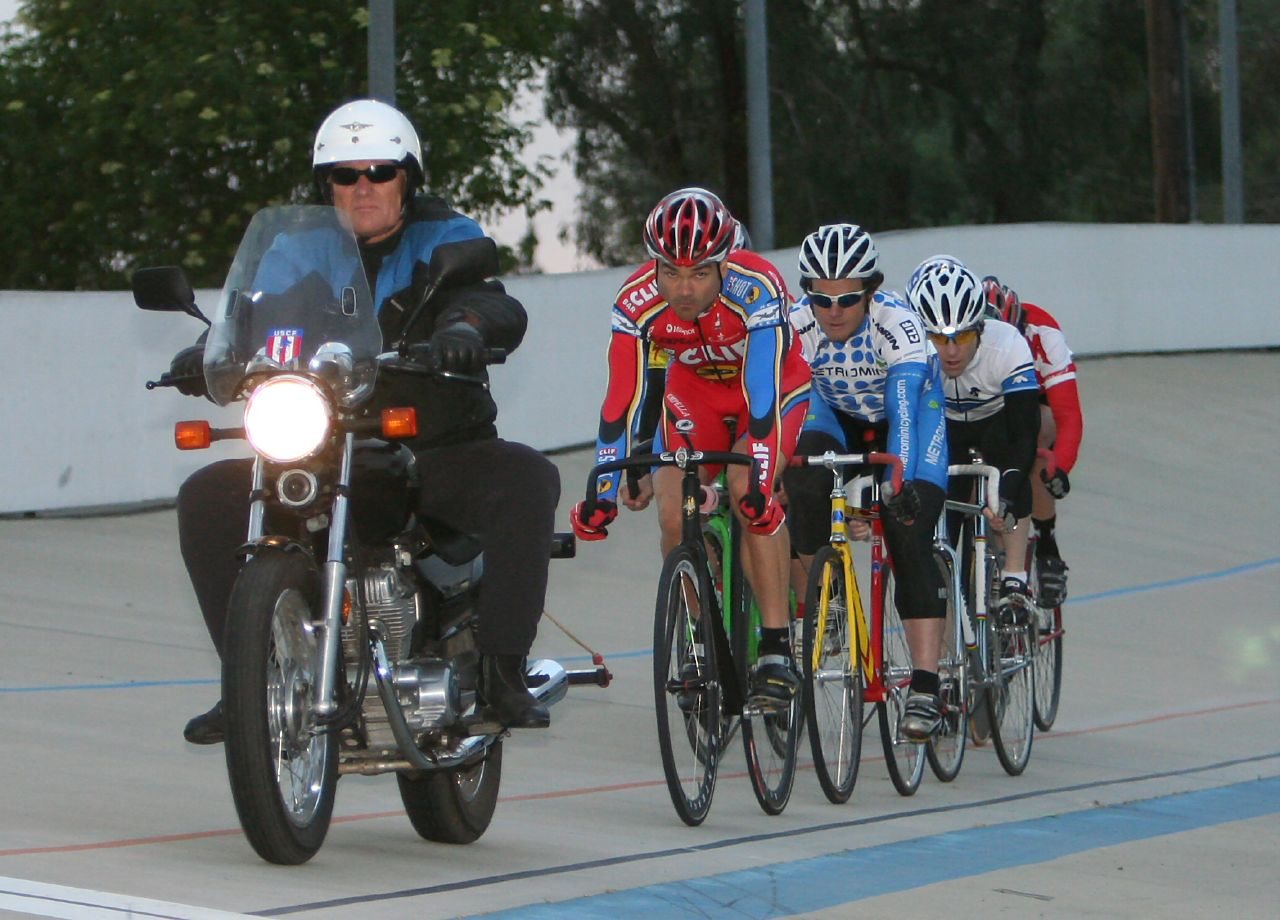
Keirin

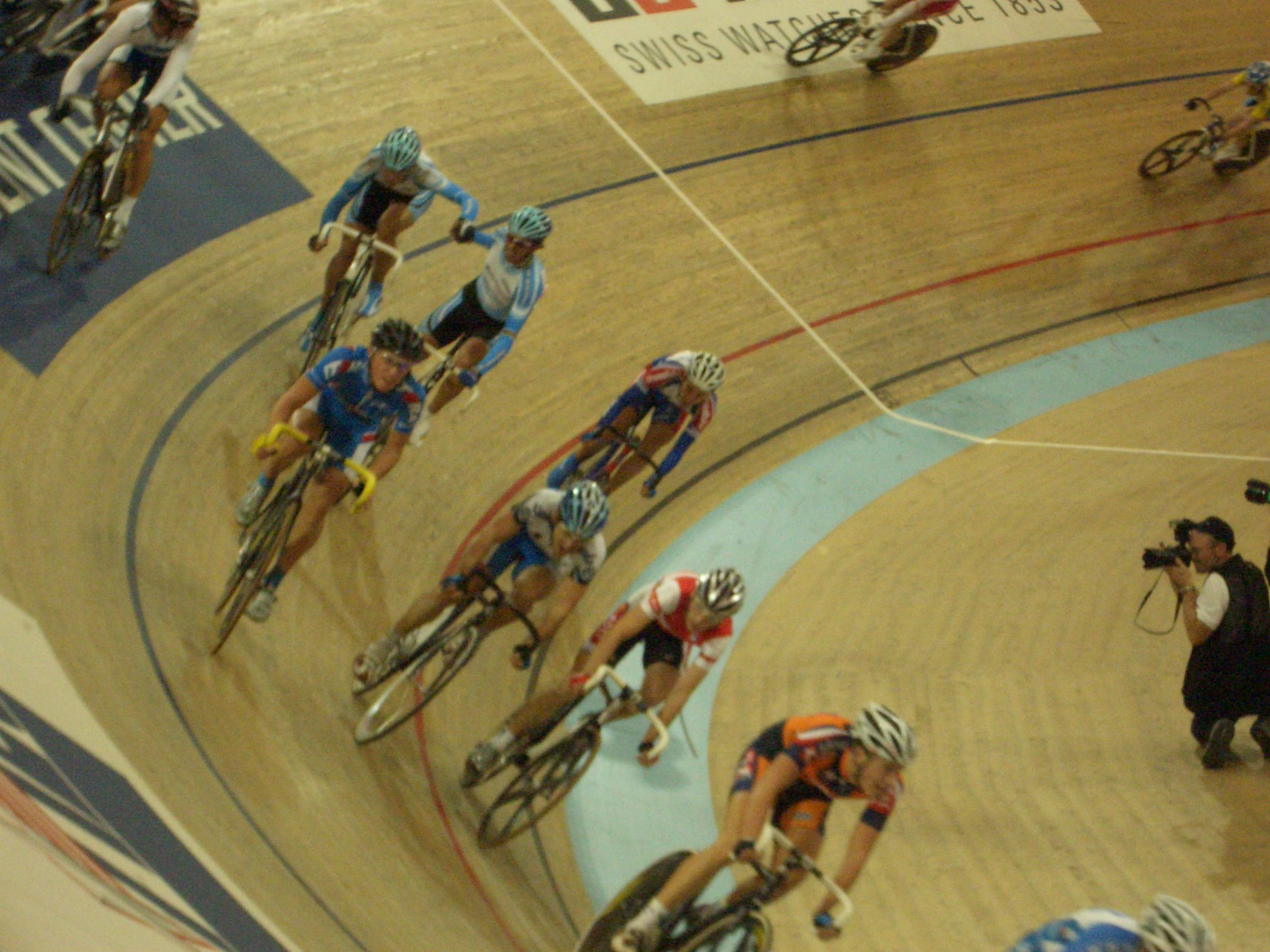
Madison

Kolarstwo torowe – odmiana kolarstwa polegająca na ściganiu się na specjalnie do tego zbudowanych torach. Tory (zwane też czasem welodromami), na których uprawia się ten sport, mają kształt zbliżony do bieżni lekkoatletycznych, na łukach są jednak mocno pochylone, aby można było na nich utrzymywać stałą prędkość. Kolarstwo to uprawia się na rowerach torowych zbudowanych na kołach 28-calowych, podobnych do rowerów szosowych, ale o uproszczonej i lżejszej konstrukcji.

## Historia i rozwój kolarstwa torowego
Kolarstwo torowe narodziło się w XIX wieku w Wielkiej Brytanii, początkowo na stadionach sportowych. Pierwsze wyścigi na specjalnie przygotowanych torach odbyły się w 1870 roku, a już rok później powstała Międzynarodowa Unia Kolarska (UCI), która zaczęła ustalać jednolite zasady i standardy rywalizacji. W 1893 roku zorganizowano pierwsze mistrzostwa świata w tej dyscyplinie, a trzy lata później kolarstwo torowe zadebiutowało na nowożytnych igrzyskach olimpijskich. W kolejnych dekadach wprowadzano nowe konkurencje, jak np. wyścig punktowy (1984) czy kobiece kolarstwo torowe na igrzyskach (1988). Od 1999 roku obowiązuje standardowa długość torów wynosząca 250 metrów, co ujednoliciło zasady i wpłynęło na rozwój sportu na całym świecie.

## Konkurencje
W ramach kolarstwa torowego prowadzi się konkurencje:

### Konkurencje
Do konkurencji olimpijskich na IO 2020 należały:
- sprint
- sprint drużynowy
- keirin
- drużynowy wyścig na dochodzenie
- omnium
- madison

wszystkie rozgrywane zarówno jako konkurencje mężczyzn i kobiet.

#### Sprint klasyczny
Eliminacje w formie wyścigu na 200 m ze startu lotnego, następnie zawodnicy ścigają się w „biegach” po 2 zawodników, na dystansie 2 okrążeń (tory powyżej 250 m) lub 3 okrążeń na torach do 250 m. Kluczową rolę odgrywa taktyka oraz zaskoczenie, gdyż praktyka pokazuje, że większe szanse na zwycięstwo w pojedynku ma zawodnik atakujący na finiszu z drugiej pozycji. Stąd na pierwszych okrążeniach kolarze jadą wolno i rozgrywają je taktycznie, niekiedy wykonując tzw. stójkę – zatrzymują rowery i balansują na nich (nie wolno dotknąć nogą toru). W trakcie wyścigu zawodnik może wykonać dwie stójki, nie dłuższe niż 30 sekund każda.

#### Sprint olimpijski
Zwany również drużynowym. Wyścig ze startu zatrzymanego. W wyścigu startują trzyosobowe drużyny na dystansie 3 okrążeń, każdy z trzech zawodników musi prowadzić swój zespół przez jedno okrążenie. Zazwyczaj pierwsze okrążenie prowadzi specjalista od sprintu na 200 m, a trzecie specjalista od sprintu na 1000 m lub specjalista od indywidualnego wyścigu na dochodzenie. Drużyny żeńskie składają się z dwóch zawodniczek i ścigają się na dystansie dwóch okrążeń.

#### Keirin
Rodzaj sprintu na torze. W jednym wyścigu startuje od 4 do 9 zawodników. Pierwsze okrążenia jadą oni za pilotem prowadzącym na motocyklu lub skuterze, nadającym coraz szybsze tempo (do 45-50 km/h). W tej części zawodnicy starają się zająć jak najlepsze miejsce do startu, a następnie na 600–700 m przed metą (w zależności od długości toru) pilot zjeżdża na bok, zaś zawodnicy przyspieszają, rozpoczynając wyścig do mety.
W Japonii i Korei Południowej keirin jest rodzajem hazardu, podobnie jak wyścigi konne. W trakcie pierwszych okrążeń, kiedy kolarze jadą za pilotem, widzowie mogą obstawiać zwycięzcę. Kolarze dostają wysokie premie za zajęcie pierwszego miejsca. Dochody najlepszych są zbliżone do liderów zespołów zawodowych startujących w zawodach szosowych i dlatego wielu zawodowych kolarzy kończy swoje kariery na torach do keirinu (słowo pochodzi z języka japońskiego).
Od igrzysk w Sydney w 2000 roku jest to także dyscyplina olimpijska.

#### Wyścig drużynowy na dochodzenie (dystans 4 km)
Wyścig ze startu zatrzymanego, w którym biorą udział dwie czteroosobowe drużyny (startują na przeciwległych prostych) i rozgrywany jest na tych samych zasadach, co wyścig indywidualny na 4 km. Czasem drużyny jest czas trzeciego zawodnika na mecie, dlatego drużyny często kończą rywalizację w trójkę. Najlepsze drużyny świata pokonują dystans poniżej 4 minut, co daje średnią prędkość powyżej 60 km/h.

#### Omnium (wielobój)
Omnium to najnowsza dyscyplina olimpijska w kolarstwie torowym (po raz pierwszy rozegrana na LIO w Londynie w 2012 roku). Każdy zawodnik bierze udział w 6 konkurencjach:
- okrążenie ze startu lotnego 250 m;
- wyścig eliminacyjny/australijski (48 okrążeń przy 24 zawodnikach) – w wyścigu tym bierze udział od 8 do 20 zawodników. Na każdym okrążeniu odpada zawodnik, który jako ostatni przejedzie linię mety. Zawodnicy ścigają się do momentu, w którym zostanie tylko jeden z nich;
- scratch (15 km mężczyźni, 10 km kobiety) – względnie nowa konkurencja kolarstwa torowego, w której bierze udział wielu zawodników. Jadą oni wspólnie na dość długim dystansie (np. 40 rund). Zwycięzca zostaje wyłoniony w prosty sposób – jest nim ten, kto jako pierwszy przekroczy linię mety. Z tego względu charakterystyka tego wyścigu zbliżona jest do wyścigów szosowych i wiele tutaj zależy od obranej przez kolarza taktyki;
- wyścig indywidualny na dochodzenie (dystans 4 km dla mężczyzn, 3 km dla kobiet) – dwóch zawodników startuje po przeciwnych stronach toru. Jeśli jeden z zawodników dogoni drugiego, to wygrywa. Jeśli nie dogoni, to wygrywa ten, który przejechał szybciej swój dystans (zob. też wyścig na dochodzenie);
- wyścig punktowany (30 km mężczyźni, 20 km kobiety) – wyścigi są punktowane według zasad umieszczonych w tabelach, w zależności od rangi zawodów i długości toru. Przypominają one częściowo zawody szosowe. Wszyscy zawodnicy (od 8 do 20) jadą razem w peletonie. Na wybranych okrążeniach są lotne finisze, za które dostaje się punkty. Wygrywa ten zawodnik, który uzbiera najwięcej punktów;
- 1000 m (500 m kobiety) – wyścig indywidualny na dystansie 1000 m ze startu zatrzymanego. Uważany za najcięższą konkurencją torową, porównywany do biegu na 400 m, gdzie zawodnik musi utrzymać szybkość sprintu przez wydłużony okres. Obecny rekord wynosi 58,875 s, został on ustanowiony w 2001 roku przez Francuza Arnauda Tournant w La Paz w Boliwii.

Za zwycięstwo w każdej konkurencji otrzymuje się jeden punkt, za 2. miejsce dwa punkty itd., a wygrywa zawodnik z najmniejszą ich liczbą. W przypadku równej liczby o wyższej pozycji decyduje rezultat konkurencji czasowych.

#### Madison
Zwany także wyścigiem amerykańskim – startują w nim drużyny składające się z dwóch zawodników. W każdym momencie wyścigu ściga się tylko jeden zawodnik, drugi odpoczywa, jadąc wolniej w górnej części toru. Zmiana zawodnika ścigającego się następuje poprzez charakterystyczne wypchnięcie zawodnika wchodzącego na zmianę przez schodzącego. Nazwa wyścigu pochodzi od hali Madison Square Garden w Nowym Jorku, gdzie wyścig rozegrano po raz pierwszy. Podczas jazdy rozgrywane i punktowane są lotne finisze oraz możliwe jest nadrobienie okrążenia nad peletonem. O zwycięstwie decyduje suma zdobytych przez drużynę punktów. Zasady punktacji są analogiczne do wyścigu punktowanego. W zawodach mistrzowskich drużyny męskie pokonują dystans 50 km (200 okrążeń, 20 lotnych finiszów), a kobiece 30 km (120 okrążeń, 12 lotnych finiszów). Konkurencja była obecna na igrzyskach w latach 2000, 2004, 2008, 2020 i powraca do programu olimpijskiego w 2024 roku

### Inne konkurencje

#### Wyścig punktowany
Wyścig, w którym zawodnicy zdobywają punkty w rozgrywanych co 10 okrążeń lotnych finiszach (w tym na mecie) oraz poprzez nadrobienie okrążenia nad resztą stawki. O zwycięstwie decyduje suma punktów na koniec wyścigu, a w przypadku równej liczby punktów, pozycja na linii mety. Przyznawane są następujące liczby punktów:
- zawodnik, który nadrobi okrążenie nad peletonem, zdobywa 20 punktów;
- zwycięzca lotnego finiszu zdobywa 5 punktów, a zawodnicy na miejscach od 2 do 4 (odpowiednio): 3, 2 i 1 punkt;
- ostatni finisz na zakończenie całego dystansu punktowany jest podwójnie (10 – 6 – 4 – 2 punkty);
- zawodnik, który straci okrążenie do peletonu, traci 20 punktów.

W zawodach mistrzowskich mężczyźni pokonują dystans 40 km (160 okrążeń, 16 lotnych finiszów), a kobiety 25 km (100 okrążeń, 10 lotnych finiszów).